# Saison cyclonique 2024-2025 dans l'océan Indien sud-ouest
La saison cyclonique 2024-2025 dans l'océan Indien sud-ouest s'étend officiellement du 15 novembre 2024 au 30 avril 2025, à l'exception de Maurice et des Seychelles, dont la saison se termine le 15 mai 2025. Ces dates délimitent traditionnellement la période de l'année durant laquelle la plupart des cyclones tropicaux et subtropicaux se forment dans le bassin qui est à l'ouest de 90 ° E et au sud de l'équateur. La formation de cyclones dans ce bassin est surveillée par le Centre météorologique régional spécialisé cyclones de La Réunion.
Les deux premiers systèmes, la dépression tropicale 01 et la tempête tropicale Ancha, se sont formés bien avant le début officiel de la saison, soit en août et septembre mais n'ont affecté personne. En novembre, la tempête tropicale Bheki est devenue le premier cyclone tropical intense de la saison, laissant de fortes pluies sur les îles Mascareignes après être redescendue au niveau de tempête tropicale.
À la mi-décembre, une tempête tropicale, le Chido, s'est formée et s'est rapidement intensifiée en un cyclone tropical équivalent à la catégorie 4 dans l'échelle de Saffir-Simpson deux jours plus tard, puis a touché terre sur l'archipel d'Agaléga, est passé juste au nord de Madagascar, a traversé les Comores et Mayotte pour finir au Mozambique, causant près de 200 morts et des dégâts énormes. Dans la première moitié de janvier 2025, c'est au tour du cyclone intense Dikeledi de passer par les mêmes pays avant de ressortir en mer au sud de Madagascar.
L'activité s'accélère ensuite avec les tempêtes tropicales modérées Elvis et Faida qui ont donné de fortes pluies à Madagascar. Le tout a été suivi de deux cyclones en provenance de la zone de responsabilité australienne : Vince, le cyclone le plus intense de la saison et le premier cyclone tropical très intense depuis Freddy deux ans auparavant, et Taliah. Tous les deux ont passé leur vie en mer et n'ont fait aucun dégât.
Fin février, le cyclone tropical intense Garance a traversé l'ile de La Réunion du nord vers le sud-ouest et le cyclone Honde a frôlé le sud de Madagascar. Ils ont été suivi du 6 au 16 mars par le cyclone tropical Jude qui a suivi une trajectoire assez similaire à Dikeledi et touché Madagascar, le Mozambique et le Malawi, faisant des morts et des dégâts importants. Du 8 au 11 mars, la forte forte tempête tropicale Ivone a sévi au milieu de l'océan dans l'est du bassin océanique sans toucher de terres. À la fin de mars, le cyclone tropical intense Courtney est entrée à son intensité maximale dans l'extrême Est du bassin mais a rapidement faibli en se dirigeant vers les latitudes polaires sans affecter personne.  Après près d'un mois d'inactivité, la tempête subtropicale Kanto a été nommée le 20 avril bien au sud de Madagascar mais est devenue extratropicale le lendemain sans affecter les terres pour terminer la saison.

## Nom des tempêtes
Au sein de l'océan Indien sud-ouest, les dépressions tropicales et les dépressions subtropicales pour lesquelles est mesuré un vent soutenu sur 10 minutes de 65 km/h par le Centre météorologique régional spécialisé cyclones de La Réunion (CMRS) reçoivent généralement un identifiant. Les Centres consultatifs sous-régionaux de cyclones tropicaux à Maurice et à Madagascar nomment les systèmes plus intenses. Le centre de Maurice nomme les systèmes qui s'intensifient en tempête tropicale modérée entre 55 et 90 ° E. Entre 30 et 55 ° E, c'est le centre de Madagascar qui attribue un nom.
À partir de la saison 2016-2017, les listes de noms dans le sud-ouest de l'océan Indien font l'objet d'une rotation triennale. Les noms de tempête ne sont utilisés qu'une seule fois, donc tout nom de tempête utilisé cette année sera supprimé de la rotation et remplacé par un nouveau nom pour la saison 2027–28. Les noms non utilisés devraient être réutilisés dans la liste pour la saison 2027-2028.
| TTM | Ancha    |
| CTI | Bheki    |
| CTI | Chido    |
| CTI | Dikeledi |
| TTM | Elvis    |
| TTM | Faida    |

| CTTI | Vince (BoM)  |
| CT   | Taliah (BoM) |
| CTI  | Garance      |
| CT   | Honde        |
| FTT  | Ivone        |
| CT   | Jude         |

| CTI  | Courtney (BoM) |
| TST  | Kanto          |
| Inc. | Lira           |
| Inc. | Maipelo        |
| Inc. | Njazi          |
| Inc. | Oscar          |

| Inc. | Pamela  |
| Inc. | Quentin |
| Inc. | Rajab   |
| Inc. | Savana  |
| Inc. | Themba  |
| Inc. | Uyapo   |

| Inc. | Viviane |
| Inc. | Walter  |
| Inc. | Xanguy  |
| Inc. | Yemurai |
| Inc. | Zanelé  |

## Déroulement de la saison

### Prévisions
Contrairement aux 3 saisons cycloniques précédentes, au départ tardif, le premier système a été rapporté en août 2024. Le 31 octobre 2024, Météo-France a émis ses prévisions pour la saison cyclonique 2024-2025 pour le sud-ouest de l'océan Indien et l'organisme prévoyait une activité proche ou supérieure à la normale avec de 9 à 13 tempêtes nommées, dont de 4 à 7 atteignant le stade de cyclone tropical. Le développement des systèmes serait privilégié sur la moitié Est du bassin par des températures de mer anormalement plus chaudes que la normale. De plus, un épisode La Nina faible et incertain de novembre à janvier ainsi qu'une phase négative du dipôle de l'océan Indien (DOI) de faible amplitude au mois de novembre, qui se traduit par la présence d’eaux un peu plus fraîches et une atmosphère plus sèche que la normale sur l’ouest du bassin mais plus humides et plus chaudes sur l'Est, ont été considérés. Les trajectoires sont prévues majoritairement orientées vers l’ouest ou le sud-ouest, menaçant les terres, alors que les systèmes les atteignant pourraient survenir avant la fin de l’année 2024.

### Septembre à décembre
| Cyclone  | Décès        | Blessés | Dégâts (milliards $US) | Référence |
| -------- | ------------ | ------- | ---------------------- | --------- |
| Bheki    | 0            | -       | N/D                    |           |
| Chido    | au moins 172 | 6 500+  | ~3,9                   | ,         |
| Dikeledi | 9            | -       | N/D                    | ,         |
| Garance  | 5            | 5+      | ~0,30 à 0,94           | ,         |
| Honde    | 3            | 62      | N/D                    | [ 13 ]    |
| Jude     | 20           | 151     | N/D                    | ,         |
| Total    | 209          | 6 718+  | 4,2 à 4,8              |           |

Du 30 septembre au 5 octobre, la tempête tropicale modérée Ancha a passé sa vie au milieu du bassin sans jamais menacer les terres. À la mi-novembre, Bheki s'est formé dans le nord-est du bassin et s'est dirigé vers le sud-ouest, atteignant le niveau de cyclone tropical intense pour faiblir ensuite à tempête tropicale avant d'atteindre les Mascareignes. Ses effets ont été surtout ressentis à Rodrigues mais ils ont été assez modérés.
Au début décembre, le CMRS s'attendait à la formation d'un système dans le nord-est du bassin ce qui s'est concrétisé le 9 décembre avec la formation de Chido. Celui est rapidement devenu un cyclone tropical intense, équivalent à un ouragan de catégorie 4 dans l'échelle de Saffir-Simpson. Sa trajectoire l'a fait passé sur l'archipel d'Agaléga, puis au nord de Madagascar avant de frapper durement Mayotte et les Comores. Après avoir traversé le nord du canal du Mozambique, il a terminé sa course sur le Mozambique et les pays environnants le 16 décembre. Le bilan matériel et humain est énorme, particulièrement à Mayotte et au Mozambique.

### Activité principale
À la fin décembre, une perturbation s'est formée au sud de l'Indonésie et a traversé dans la zone de responsabilité du CMRS de La Réunion le 4 janvier 2025. Celle-ci est devenu le cyclone tropical Dikeledi en se dirigeant vers le nord de Madagascar qu'elle frappé le 11 janvier, faisant 3 morts. Passant ensuite au sud de Mayotte, elle a touché le nord-est du Mozambique et 6 morts de plus, avant de tourner vers le sud-est et de passer au large du sud de Madagascar le 16 comme cyclone tropical intense passant le plus sud des annales du bassin océanique.

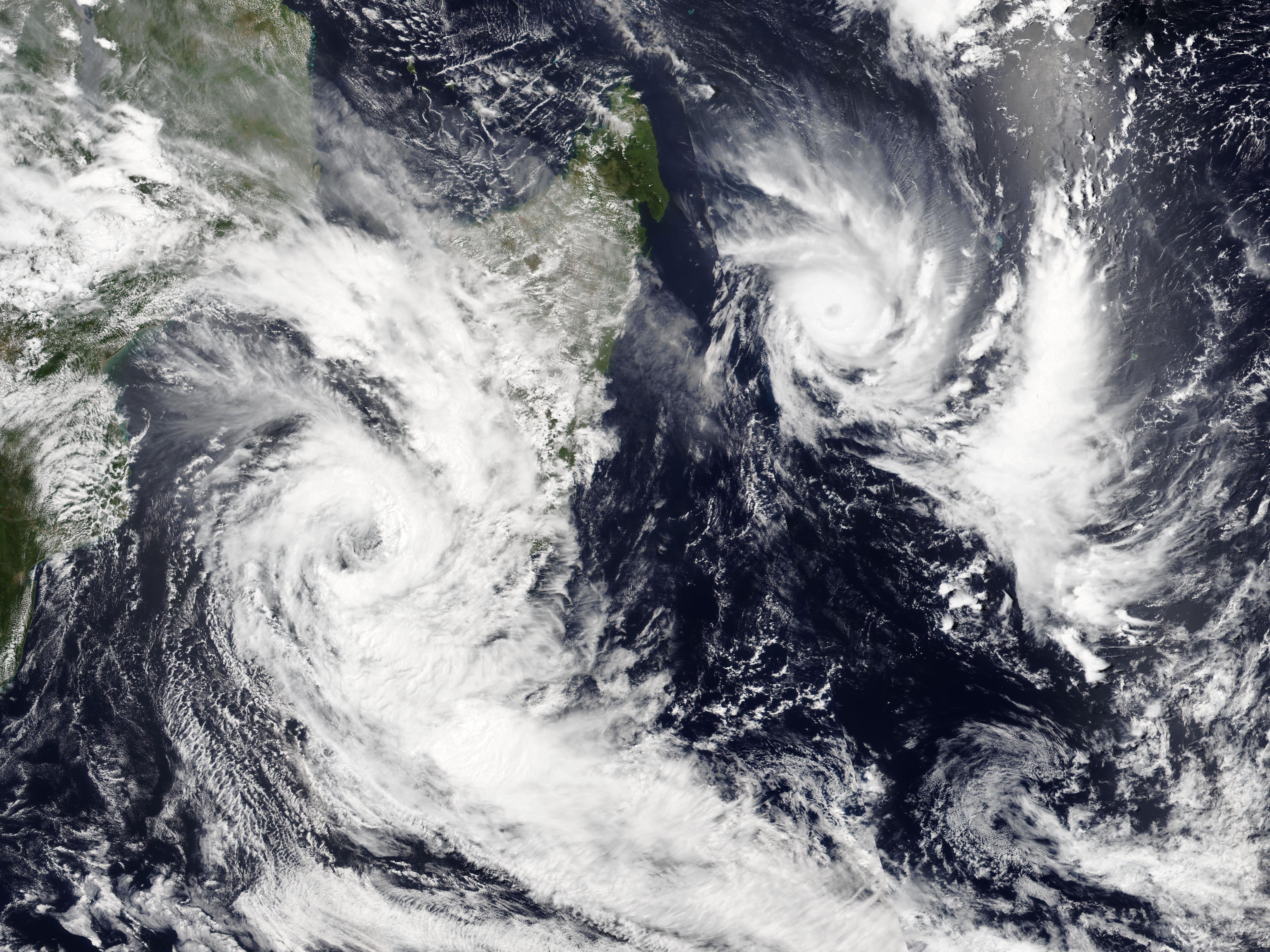
Garance et Honde le 27 février.

Le 24 janvier, un système dépressionnaire mal défini s'est formé dans le sud du canal du Mozambique et n'est devenu la tempête tropicale modérée Elvis qu'une fois près de la côte sud-ouest de Madagascar où il a causé de forte pluies. La tempête est ensuite devenue extratropicale le  31 janvier en quittant vers les latitudes polaires. Le 28 janvier, une autre perturbation tropicale s'est formée bien au sud de Diego Garcia. Elle a eu de la misère à devenir la dépression tropicale 07 en passant ensuite au nord des Mascareignes et n'est devenue la tempête tropicale modérée Faida que le 3 février, juste avant de frôler la côte est de Madagascar et de se dissiper le lendemain.
Au même moment, le cyclone Vince est passé de la zone de responsabilité australienne à celle du CMRS de La Réunion. Celui-ci s'est graduellement renforcé pour atteindre le niveau ce cyclone tropical très intense en se dirigeant vers les Mascareignes. Il a cependant ralenti et tourné vers le sud avant d'atteindre Rodrigues, en plus de faiblir. Vince est finalement devenu extratropical le 12 février loin de toutes terres. Le même jour, Le cyclone Taliah est entré dans le nord-est du bassin en provenance de la zone australienne. Il s'est dirigé vers le sud-ouest en faiblissant et s'est dissipé en mer quelques jours plus tard.
Le 24 février, deux perturbations sont apparues, la première à l'est de Madagascar est devenue le cyclone intense Garance qui a frappé La Réunion le 28 février, et la seconde dans le canal du Mozambique s'est développé en Honde frôlant le sud de Madagascar et y causant des inondations meurtrières. Le 6 mars, une nouvelle zone perturbée est apparue au nord-est de Madagascar et est devenue la dépression tropicale 12 avant de toucher le nord-est de l'île la nuit du 7 au 8 mars. Elle a ensuite suivi une trajectoire assez similaire à Dikeledi pour devenir le cyclone tropical Jude juste avant de toucher le nord du Mozambique le soir du 9. Après un passage dans le nord du Mozambique et le sud du Malawi, Jude affaiblie est retournée dans le sud du canal du Mozambique tard le 12 mars. Reprenant des forces, elle a frappé le sud de Madagascar comme une forte tempête tropicale le 15 mars avant de ressortir sur l'océan Indien et devenir post-tropicale le 16. Comme Dikeledi, elle a fait des morts et causé des dégâts importants.

### Déclin
Du 8 au 11 mars, la forte tempête tropicale Ivone a sévi au milieu de l'océan dans l'est du bassin couvert par le CMRS de La Réunion sans toucher de terres. Le cyclone Courtney, qui s'est développé dans la zone australienne, est lui aussi entré dans l'extrême Est du bassin le 29 mars mais est devenu post-tropical 2 jours plus tard sans affecter personne. Après trois semaines sans activité, l'éphémère tempête subtropicale Kanto a fait une brève apparition bien au sud de Madagascar le 20 avril sans menacer aucune terre.

## Chronologie des événements
| Classifications des systèmes tropicaux sur le bassin, | Classifications des systèmes tropicaux sur le bassin, |
| Vent soutenu sur 10 minutes (nœuds)                   | Océan Indien sud-ouest Météo-France                   |
| ----------------------------------------------------- | ----------------------------------------------------- |
| <28                                                   | Perturbation tropicale                                |
| 28–33                                                 | Dépression tropicale                                  |
| 34–47                                                 | Tempête tropicale modérée                             |
| 48–63                                                 | Forte Tempête tropicale                               |
| 64–89                                                 | Cyclone tropical                                      |
| 90–115                                                | Cyclone tropical intense                              |
| Plus de 115                                           | Cyclone tropical très intense                         |

## Cyclones tropicaux

### Dépression tropicale01
Le 8 août, le Centre météorologique régional spécialisé cyclones de La Réunion (CMRS) a mentionné une possibilité de cyclogénèse tropicale à la mi-août près de l'équateur en raison d'une poussée des alizés pendant la phase active de l'oscillation de Madden-Julian (OMJ). Trois jours plus tard, un creux quasi-équatorial s'est formé associé avec une activité convective. Le 13 août, une circulation de bas surface a été observée, avec des bandes convectives s'enroulant autour de sa circulation.
Deux jours plus tard, le Joint Typhoon Warning Center (JTWC) a commencé à suivre la perturbation, notant qu'elle se trouvait dans un environnement marginal pour le développement. Quelques heures plus tard, le CMRS a désigné la perturbation comme zone perturbé 01. Plus tard dans la journée, la perturbation s'est intensifiée en dépression tropicale. Cependant, elle s'est ensuite affaiblie et le 17 août, le CMRS a émis son dernier avertissement à propos du système.

### Tempête tropicale modéréeAncha
Le 24 septembre, le CMRS a noté qu'une cyclogénèse tropicale possible pour la fin septembre en raison du passage d'une onde de Rossby équatoriale et d'une onde de Kelvin, ce qui contribuerait à provoquer la formation d'un creux barométrique temporaire proche de l'équateur. Le lendemain, un creux proche de l'équateur a commencé à se former, avec une activité convective modérée sur son quadrant sud. Le 30 septembre, le JTWC émis son premier bulletin pour une perturbation au large de Diego Garcia. Le 1er octobre, le CMRS a rehaussé ce système en dépression tropicale puis en tempête tropicale modérée Ancha,.
Quelques heures plus tard, il a atteint son apogée avec des vents soutenus de 95 km/h pendant une minute. La configuration nuageuse d'Ancha s'est améliorée le 2 octobre, ce qui lui a permis d'atteindre son apogée en tant que tempête tropicale modérée de haut niveau avec des vents soutenus de 85 km/h sur 10 minutes. Cependant, la circulation de bas niveau a ensuite commencé à être exposée en raison d'un cisaillement du vent modéré, d'un air sec important et d'une baisse constante des températures de la surface de la mer qui a provoqué une réorientation d'Ancha vers l'ouest par la crête subtropicale avant de dégénérer en une dépression résiduelle quelques heures plus tard. Pendant une courte période, elle s'est régénérée en tempête tropicale modérée mais l'augmentation du cisaillement troposphérique a mis fin à cette régénération et le CMRS a cessé de la surveiller le 4 octobre en pleine mer, loin des terres.

### Cyclone tropical intenseBheki
Le 11 novembre, le CMRS a noté qu'une circulation de surface allongée se développait malgré le fait qu'elle se trouvait dans un environnement d'air sec et de cisaillement des vents d'est, en raison d'une bonne divergence du côté ouest, d'une convection en développement constant et d'un flux de mousson. Plus tard dans la journée, le JTWC a commencé à suivre la perturbation, notant qu'elle se trouvait dans un environnement favorable au développement au sud-est de Diego Garcia. Une organisation plus poussée a eu lieu et tôt le 12 novembre et le CMRS a classé le système comme zone perturbée 03. À 7 h UTC le 14, le système a été rehaussé à tempête tropicale modérée et nommé Bheki. À 0 h UTC le 15, le CMRS l'a reclassé forte tempête tropicale.
À 6 h UTC le 16 novembre. Bheki est devenu un cyclone tropical. À 0 h UTC le 17, il a été reclassé cyclone tropical intense se dirigeant vers la région au nord de Rodrigues, équivalent à un ouragan de catégorie 3 dans l'échelle de Saffir-Simpson selon le Joint Typhoon Warning Center (JTWC),. Le 17 novembre à 21 h UTC, le JTWC a rehaussé Bheki à l'équivalent de la catégorie 4 des ouragans mais le CMRS l'a laissé à la limite supérieure de cyclone tropical intense alors qu'il était à 800 km au nord-est de Rodrigues. Cette intensité en faisait le cyclone tropical de novembre le plus puissant jamais enregistré dans le bassin en fonction des vents soutenus et du troisième en fonction de la pression centrale minimale.
Après ce pic, Bheki a commencé à faiblir et est redevenu un cyclone tropical dès 6 h UTC le 18 novembre. Vingt-quatre heures plus tard, elle est redescendue à forte tempête tropicale à plus de 350 km de Rodrigues. Un avertissement de cyclone de classe I a été envoyé pour Maurice et de classe III pour Rodrigues, où l'aéroport de Plaine Corail a été fermé et les activités en mer interdites, par les services météorologiques de Maurice. Quelques heures plus tard, à l'approche de Bheki, des rafales de 100 à 122 km/h ont été enregistrées à Rodrigues,.
Le 20 novembre, Bheki est passé à environ 40 km nord de Rodrigues dans la nuit (heure locale) et l’alerte cyclonique y a été levée en fin de matinée. Poursuivant son affaiblissement, le système est devenu une dépression se comblant dépourvue de convection à 12 h UTC à 360 km au nord-est de l'île Maurice. Par la suite, le système s'est déplacé rapidement vers le sud-ouest, passant au sud-est de Maurice, puis redevenant une tempête tropicale modérée à moins de 100 km au sud-est de la Réunion avec un regain de convection profonde dans son quadrant sud-est le 21 novembre. Cela ne dura pas longtemps car le CMRS l'a déclaré dépression résiduelle dans son dernier bulletin sur Bheki, le 22 à 6 h UTC, alors que le système était à 135 km au sud-ouest de La Réunion et effectuait un tournant vers le sud
À Rodrigues, le Rodrigues Emergency Operations Command a rapporté que 64 % de la population avait été privée d'électricité en raison de bris par les vents forts. Une cinquantaine de personnes ont dû trouver refuge dans les centres à travers l’île, certains secourus par les services d'urgence. Les équipes de la compagnie d’électricité, les militaires et les pompiers se sont dispersés sur le territoire afin de procéder aux travaux nécessaires ainsi qu’au déblayage des routes et à l’abattage des arbres, et autres branches qui ont chuté, pour le retour à la normale. La forte houle de 5 à 7 m a provoqué des inondations côtières et à Montagne-Goyave, l’école communautaire a subi de lourds dommages.

### Cyclone tropical intenseChido
Depuis le 5 décembre, le CMRS de la Réunion suivait dans l'extrême nord-est du bassin océanique une zone perturbée qui avait un potentiel de développement cyclonique. Le 9 décembre, le CMRS a envoyé un premier bulletin pour cette zone perturbée qui est devenue la dépression tropicale 04 à 12 h UTC. Le lendemain, le système est devenu une tempête tropicale modérée, puis forte, nommée Chido, à 400 km à l'est-sud-est de archipel d'Agaléga, se dirigeant vers la pointe nord de Madagascar. Agaléga a été mis sous avertissement par les Services météorologiques de Maurice.
À 6 h UTC le 11, le CMRS a rehaussé le système compact de petite taille à cyclone tropical lors de son approche de l'archipel. À 18 h UTC, Chido devient un cyclone tropical intense, équivalent à la catégorie 3 de l'échelle de Saffir-Simpson, en touchant Agaléga. À 21 h UTC, le Joint Typhoon Warning Center (JTWC) a classé le cyclone à la catégorie 4 de la même échelle. Des alertes cycloniques ont été émises pour le nord de Madagascar (province d'Antsiranana), les Comores et Mayotte,. Le 12 décembre à 6 h UTC, le JTWC et le CMRS l'ont rehaussé juste sous l'équivalent d'un ouragan de catégorie 5 alors qu'il approchait du groupe d'îles Farquhar. Après ce maximum, Chido s'est mis à faiblir lentement en passant à une centaine de kilomètre au sud de ces îles.
Le 13 décembre, entre 6 et 12 h UTC, Chido est passé à 50 km au nord du cap d'Ambre, la pointe nord  de Madagascar, avec des vents soutenus sur 10 minutes soufflant à 185 km/h. Mayotte et les Comores ont été placés en alerte rouge puis violette,. Le cyclone tropical intense a traversé ces îles le 14 décembre vers 6 h UTC, se dirigeant ensuite vers le Mozambique et le Malawi en se réintensifiant sur les eaux chaudes du canal du Mozambique. Ces deux pays ont été mis en alerte cyclonique. Le 15 à 4 h 15 UTC, Chido a touché la côte du Mozambique à environ 35 km au sud de la ville portuaire de Pemba dans la province de Cabo Delgado comme un cyclone intense avec un vent soutenu sur 10 minutes de 205 km/h, puis il s'est enfoncé dans les terres en faiblissant rapidement à forte tempête tropicale.
Chido a continué ensuite vers l'ouest-sud-ouest, traversant le sud du Malawi. Le 16 décembre à 12 h UTC, le CMRS La Réunion a émis son dernier bulletin pour le système se situait sur la province de Tete au Mozambique. Il était devenu une simple dépression sur terre entrant sur le Zimbabwe.
Le cyclone a été la cause de destructions et de plusieurs dizaines, voire centaines, de morts le long de sa trajectoire,,. Les effets ont été particulièrement catastrophiques à Agaléga, Mayotte et au Mozambique qui ont été frappés de plein fouet alors que le système était un cyclone intense, équivalent à la catégorie 4 de l'échelle de Saffir-Simpson. Les pertes économiques et matérielles au début de 2025 ont été estimées à 3,9 milliards $US, en faisant un des plus coûteux du bassin de l'océan Indien sud-ouest.

### Cyclone tropical intenseDikeledi
La zone perturbée 08U a commencé à être suivie par le BOM le 31 décembre au sud de l'Indonésie dans le secteur australien de l'océan Indien. Elle est entrée dans la zone de responsabilité du CMRS de La Réunion tard le 4 janvier 2025. Les données du diffusomètre satellite du 6 janvier ont indiqué que la faible circulation de bas niveau était allongée et la convection associée était encore mal organisée. Le CMRS a cependant envoyé son premier bulletin à 12 h UTC le même jour tout en classant le système comme zone perturbée à isobare fermée 05 à plus de 1 000 km au sud-est de Diego Garcia se dirigeant vers l'ouest. À 0 h UTC le 8, le système a été rehaussé à dépression tropicale.
À 0 h UTC le 9, le CMRS de La Réunion a rehaussé le système à tempête tropicale et les services météorologiques de Maurice l'ont nommée Dikeledi alors qu'elle se dirigeait au nord de Saint-Brandon. À 6 h UTC le 10, elle est passée à forte tempête tropicale et à 18 h UTC, le système est devenu un cyclone tropical se dirigeant vers le pointe nord de Madagascar qui a été mis en alerte cyclonique,. Mayotte, déjà durement touché par le cyclone Chido, a aussi été mis en alerte orange.
Vers 16 h 30 UTC le 11, le cyclone Dikeledi a touché terre dans la province d'Antsiranana entre les villes de Antsiranana et Vohémar. Il a commencé à affaiblir ensuite à forte tempête tropicale en passant dans les terres montagneuses. Mayotte est passé ensuite à l'alerte rouge. Le système est ressorti dans le canal du Mozambique quelques heures plus tard comme tempête tropicale modérée proche de Nosy-Be et se déplaçant vers l'ouest-sud-ouest. Vers 9 h UTC le 12, Dikeledi est passé à environ 100 km au sud de Mayotte.
Poursuivant son chemin sur les eaux chaudes du canal, le système s'est renforcé et est redevenu un cyclone tropical le 13 janvier vers 6 h UTC près de la province de Nampula au Mozambique. Dikeledi a touché la côte au sud de Île de Mozambique vers 12 h UTC avec des vents soutenus sur 10 minutes de 140 km/h et une pression centrale de 971 hPa. Selon le Joint Typhoon Warning Center (JTWC), l'intensité était équivalente à un ouragan de catégorie 2 en utilisant les vents soutenus sur une minute. Le cyclone a refaibli à forte tempête tropicale en passant sur terre, tout en tournant vers le sud, et un peu plus de 12 heures plus tard est ressorti en mer à proximité de la ville d'Angoche.
Le 15 janvier à 12 h UTC, le CMRS a rehaussé Dikeledi au stade de cyclone tropical lors de son déplacement rapide vers le sud-sud-est à travers le canal du Mozambique alors qu'il se situait à environ 200 km au large de Toliara, Madagascar. Grâce à des conditions très favorables, une intensification rapide l'a amené à cyclone tropical intense dès 0 h UTC le 16 janvier au large des côtes sud-ouest et sud de Madagascar. Selon le Joint Typhoon Warning Center (JTWC), l'intensité était équivalente à un ouragan de catégorie 3 avec des vents soutenus sur une minute de 185 km/h. Après 12 h UTC, le système a commencé à faiblir en se dirigeant vers le sud-est et des eaux plus fraîches où il est devenu post-tropical.
Dikeledi a causé des dégâts importants à Madagascar, Mayotte et le nord du Mozambique ainsi que 9 morts,,.

### Tempête tropicale modéréeElvis
Le CMRS de La Réunion suivait une zone potentielle de développement depuis quelques jours quand il a envoyé le premier bulletin pour la zone perturbée à isobare fermée numéro 06 au large du delta du Zambèze dans le sud du canal du Mozambique à 12 h UTC le 24 janvier 2025. Le système tropical errait vers le sud-est, pour passer près de l'île Europa. Le système restant toujours désorganisé, le CMRS a cessé ses bulletins à 6 h UTC le 26 janvier mais a repris 24 heures plus tard,.
Le 28 janvier à 12 h UTC, le système est finalement devenu une dépression tropicale à 130 km à l'ouest des côtes de la province de Toliara (Madagascar). À 0 h UTC le 29, elle est rehaussée à tempête tropicale modérée nommée Elvis par les services météorologiques de Maurice alors qu'elle était à environ 120 km d'Itampolo, district d'Ampanihy. Le 30 janvier, la tempête est passée à environ 250 km au sud du cap Sainte-Marie tout en perdant lentement en intensité. À 0 h UTC le 31, le CMRS de la Réunion l'a déclaré dépression post-tropicale à 1 315 km au sud-ouest de La Réunion, accélérant vers le sud-est pour passer à proximité des îles Kerguelen deux jours plus tard comme dépression frontale.
Le creux de mousson alimentant le système tropical a causé de très fortes bandes orageuses sur la province de Toliara avec localement des accumulations plus de 500 mm en 24 heures dans le district de Morombe. Des inondations de quartiers ont été signalées le 27 janvier et à Toliara, l’eau arrivait jusqu’aux genoux. Dans le district de Betioky Sud, dans la commune de Tameantsoa, environ trois cents cases ont été inondées ou emportées par les eaux, selon les autorités. L’eau et l’électricité ont été coupées selon la compagnie Jirama. Une vigilance rouge pour fortes pluies était valide pour la plupart des districts et une vigilance pour crue pour les bassins fluviaux d’Atsimo-Andrefana.

### Tempête tropicale modéréeFaida
Le CMRS de La Réunion suivait une zone potentielle de développement depuis plus d'une semaine quand il a envoyé le premier bulletin pour la zone perturbée à isobare fermée numéro 07 à 600 km au sud-est de Diego Garcia à 12 h UTC le 28 janvier. À 0 h UTC le 30, le système est devenu une dépression tropicale à 650 km au nord-est de Rodrigues et se dirigeant vers les Mascareignes.
Le 1er février, la dépression est passée à 300 km au nord de Rodrigues, puis à une centaine de km au sud de Saint-Brandon, ayant de la misère à s'intensifier en raison d'un environnement atmosphérique défavorable. Le 2 février, elle est passée à un peu moins de 200 km au nord de l'île de La Réunion, après un trajet au nord de Maurice, les deux  îles subissant des bandes orageuses. Lors du passage de la dépression, une rafale de 81 km/h a été observée à la station de l'aéroport de Saint-Pierre-Pierrefonds, ce qui était conforme aux prévisions.
À 5 h UTC le 3 février, le système a été baptisé tempête tropicale modérée Faida par le service météorologique de Madagascar alors que son centre était à un peu plus de 250 km de la côte est malgache et que ses nuages l'affectaient déjà. Il est à noter que la trajectoire de Faida montrée plus tard sur le site du CMRS ne dépassait par le stade de dépression tropicale. À 12 h UTC, le service météo  a rehaussé le niveau d’alerte à rouge (Danger Imminent) pour les régions de la côte de la province de Tamatave et en alerte jaune (Menace) pour celles plus à l'intérieur, fermant les écoles et déclenchant le déploiement des services d'urgence selon le Bureau National de Gestion des Risques et Catastrophes,. Faida s'est légèrement affaiblie au cours de la journée avec ses nuages et fortes pluie étant à l'ouest du centre, en raison d'une forte intrusion d'air sec et d'un fort cisaillement des vents d'altitude, pour être rétrogradée au stade de dépression tropicale à 18 h UTC. Le 4 février, le système s'est complètement désorganisé avant que le centre ne touche la côte malgache et le CMRS a cessé ses bulletins à 6 h UTC.
Selon Météo-France, il est tombé en général de 30 à 50 mm de pluie sur le nord et l'est de La Réunion avec des cumuls plus importants sur les pentes des montagnes atteignant de 100 à 150 mm et, localement, jusqu'à 180 mm au Brûlé au sud de Saint-Denis. Ces quantités ne suffisaient pas à compenser le déficit pluviométrique de près de 80 % en moyenne sur l'île depuis deux mois.
À Madagascar, les fortes pluies ont causé des dégâts dans plusieurs districts. Le district de Toamasina I et la ville de Fénérive Est sont parmi les zones les plus touchées selon le Bureau national de gestion des risques et des catastrophes avec 365 personnes sinistrées et 93 habitations inondées. Les autorités ont ouvert six centres d’hébergement pour accueillir les déplacées.

### Cyclone tropical très intenseVince
La dépression tropicale 15U s'est formée le 1er février et le lendemain elle a été nommée cyclone Vince par le Centre d'alerte aux cyclones tropicaux de Melbourne du Bureau météorologique australien (BOM). Il a atteint le niveau de cyclone tropical sévère équivalent d'un ouragan de catégorie 3 dans l'échelle de Saffir-Simpson. Le 4 février, le système est entré dans la zone de responsabilité du CMRS de La Réunion comme cyclone tropical équivalent à un ouragan de catégorie 2,. Le 5 février, Vince a été rehaussé à cyclone tropical intense à 3 000 km à l'est de la Réunion avec des vents soutenus sur 10 minutes de 185 km/h.
Le 6 février à 21 h UTC, le Joint Typhoon Warning Center (JTWC) a déterminé que les vents soutenus sur 1 minute étaient de 135 nœuds (250 km/h) ce qui en faisait l'équivalent de la limite supérieure d'un ouragan de catégorie 4. Puis le 7 février, le CMRS l'a rehaussé à cyclone tropical très intense à 1 400 km à l'est de Rodrigues. Après ce pic d'intensité, Vince a graduellement faibli tout en se dirigeant vers l'ouest.
Le dimanche 9 février, le cyclone tropical intense a amorcé un virage vers le sud-ouest puis le sud, en restant à plus de 500 km à l'est-sud-est de Rodrigues. Bien qu'il n'ait pas touché les Mascareignes, sa houle cyclonique les a affectées. Poursuivant son affaiblissement, Vince a  atteint les latitudes australes et a été déclaré dépression post-tropicale à 18 h UTC le 11 février. Il était alors à plus de 1 700 km des Mascareignes. Il devait passer à proximité de l'île Amsterdam deux jours plus tard. Le CMRS l'a déclaré extratropicale 6 heures plus tard.

### Cyclone tropicalTaliah
Le 12 février, le cyclone tropical Taliah est entré dans l'extrême nord-est du bassin, en provenance de la région australienne, où il s'était formé le 31 janvier. Le lendemain, le système est rétrogradé à tempête tropicale tout en se déplaçant vers le sud-ouest loin de toute terre habitée.
Taliah a ensuite poursuivi sa route tout en variant d'intensité entre tempête tropicale modérée et forte avant de devenir une dépression post-tropicale le 18 février à 31 °S de latitude sur des eaux de plus en plus fraîches et montrant une activité orageuse très sporadique loin du centre. Le CMRS de La Réunion a alors cessé ses bulletins

### Cyclone tropical intenseGarance
Un faible système dépressionnaire 10 s'est formé le 24 février, après plusieurs jours de gestation, au large de la côte Est de Madagascar, soit à un peu plus de 500 km au nord-ouest de La Réunion. Une pré-alerte cyclonique a été émise pour la Réunion et l'île Maurice. À 0 h UTC le 25, le CMRS de La Réunion a rehaussé le système à dépression tropicale. À 10 h UTC, la dépression tropicale s'est intensifiée en une tempête tropicale modérée et a été baptisée Garance par le service météorologique malgache.
Poursuivant son intensification, Garance est devenu cyclone tropical le 26 février en se dirigeant vers La Réunion. Cette dernière île fut mise en alerte cyclonique orange alors que Maurice passait à avertissement de cyclone de Classe III,. Après 0 h UTC le 27, le CMRS a rehaussé le système à cyclone intense alors qu'il était à environ 300 km au nord de La Réunion, équivalent à un ouragan de catégorie 3 dans l'échelle de Saffir-Simpson,. L'alerte a été rehaussée à rouge à La Réunion (submersion marine, vents et pluie) au cours de la journée.
Le 28 février à 5 h UTC, le préfet de La Réunion déclenche l'alerte violette, pour la seconde fois de l'histoire de l'île. Vers 6 h UTC, Garance, redescendu à cyclone tropical, a touché la côte nord de l'île avec une pression atmosphérique relevée à Saint-Denis, proche du centre de l'œil, de 975 hPa et des vents soutenus estimés à 85 nœuds (157 km/h), soit moindres qu'à son apex. À 12 h UTC, le système était redescendu à forte tempête tropicale après être rendu à 130 km au sud-sud-ouest de l'île et l'alerte était redescendue à rouge. Le 1er mars à 10 h UTC, le préfet de l'île de la Réunion mets la phase de sauvegarde, après avoir levé l'alerte rouge, alors que Garance continuait de s'affaiblir à plus de 900 km au sud de La Réunion. À 6 h UTC le 2 mars, Garance a atteint des eaux plus froides et le CRMS a émis son dernier bulletin en la reclassant au stade de cyclone post-tropical à près de 1 400 km au sud-sud-est de La Réunion.
Des rafales de 214 km/h ont été relevées à l'aéroport de La Réunion-Roland-Garros, situé dans le nord de l'île, et allant jusqu'à 234 km/h ont été enregistrés au Piton Sainte-Rose dans l'extrême Est de La Réunion,. La préfecture a fait état d'au moins 5 décès, un disparu et au moins 5 blessés alors que jusqu'à 180 000 foyers ont été privés d'électricité,. Dans un communiqué du 5 mars, la Caisse centrale de réassurance (CCR) a estimé le coût des dégâts assurés entre 160 et 200 millions d'euros, soit pour environ 16 000 réclamations de particuliers et de professionnels. Une nouvelle estimation du 21 mars 2025 a conclu à près de 250 millions d'euros de dégâts, dont 151,6 millions pour le seul secteur agricole. Dans un rapport du réassureur Aon daté d'avril 2025, les pertes économiques pourraient se chiffrer jusqu'à 940 millions $US (830 millions euro).
À l'île Maurice, l’aéroport international Sir Seewoosagur Ramgoolam a été fermé temporairement alors que les bandes externes de Garance ont donné de fortes pluies ce qui a produit des inondations locales et que les vents ont causé une forte houle cyclonique.

### Cyclone tropicalHonde
La zone perturbée fermée 11 est apparue le 24 février dans la sud du canal du Mozambique après plusieurs jours de gestation. Le service météorologique de Madagascar a émis une vigilance verte pour le sud-ouest de l'île.  À 6 h UTC le 25, le CMRS de La Réunion a rehaussé le système à dépression tropicale. À 0 h UTC le 26, le CMRS de La Réunion a rehaussé le système à tempête tropicale modérée baptisée Honde par le service météorologique de Madagascar. À 12 h UTC, elle passait à forte tempête tropicale.
Le 27 février, Honde s'est rapprochée à moins de 200 km au sud-ouest des côtes malgaches. Les régions allant de Toliara à Manantenina ont été mise en alerte cyclonique jaune alors que toutes les régions du centre-ouest et sud-ouest ont été mises en vigilance rouge pour les fortes pluies des bandes externes du système. À 0 h UTC le 28, le CMRS l'a rehaussé à cyclone tropical alors que le système était à environ 100 km d'Androka (région d'Atsimo-Andrefana). En soirée, le cyclone est passé à une centaine de km du cap Sainte-Marie, le point le plus au sud de Madagascar, se dirigeant vers le sud-est à 9 km/h. L'alerte rouge était encore en vigueur pour les districts d'Androy et Ampanihy, l'alerte jaune concernait Anosy et les usagers maritimes du sud de Madagascar étaient priés de ne pas s’aventurer en mer par les autorités.
Le 1er mars, Honde est redescendu à forte tempête tropicale à déplacement lent, affectant toujours le sud de Madagascar. Le 2 mars, le système était presque stationnaire et il est devenu très compact tout en perdant un peu d'intensité à cause du brassage de la mer et de la remontée d'eau froide qu'il génère. Le 3 mars, il se situait à plus de 300 km au sud-est des côtes malgaches et n'affectait plus le sud de l'île. Le 5 mars, Honde est devenu post-tropical loin de toutes terres habitées et le CMRS a émis son dernier bulletin à propos du système. Ses restes extratropicaux devaient disparaître à proximité des îles Kerguelen quelques jours plus tard.
Bien que son centre soit resté en mer, le cyclone Honde a tué au moins 3 personnes et blessé 62 dans la région d'Ampanihy à Madagascar et fait plus de 40 000 sinistrés, principalement dans les districts de Toliara I et II. Une première victime avait cinq ans et est morte enseveli sous les décombres de sa maison qui a croulé sous les fortes pluies. La seconde, âgé d’un an et demi, est tombée dans l’eau et s'est noyée. Finalement, un adolescent de 17 ans a été emporté par les eaux,. Il a provoqué des inondations et des destructions massives dans le sud-ouest de l’île selon un premier bilan officiel publié le 1er mars par le Bureau National de Gestion des Risques et des Catastrophes. Il a inondé au moins 7 248 maisons et totalement détruit 1 924 autres. Vingt-deux salles de classe ont vu leur toiture soufflée, 61 sont partiellement détruites et 21 le sont entièrement. À Morondava, dans la région de Menabe, la montée des eaux à mis les autorités locales en alerte. À Itampolo et Androka, à l’extrême sud-ouest de l’île, le mur de l'œil a dévasté la région,,.

### Cyclone tropicalJude
Le 6 mars, le CMRS de La Réunion a commencé à suivre une perturbation tropicale à près de 900 km à l'est de la pointe nord de Madagascar. Le lendemain, elle était à rendu à moins de 300 kilomètres de la province d'Antsiranana à Madagascar et ses pluies devaient s'étendre jusqu'au nord de celle de Toamasina durant la journée. Les deux régions était déjà en alerte cyclonique selon Météo Madagascar et les régions de Sofia, Boeny et Besalampy en avertissement vert. À 18 h UTC, le CMRS a rehaussé le système à dépression tropicale. Quelques heures plus tard, le centre a touché la côte au nord de Sambava, puis a traversé le nord de Madagascar pour ressortir sur le canal du Mozambique au sud-ouest de Nosy Be tôt le 8 mars. Son passage sur le nord de Madagascar a causé des inondations.
Bien que la dépression devait passer bien au sud de Mayotte, le département a été placé en vigilance orange pour fortes pluies orageuses à 7 h 29 locale le 8 mars pour 24 heures. À 17 h UTC, le système a été reclassé tempête tropicale modérée Jude par le service météorologique malgache alors qu'elle se trouvait à 160 km au sud-sud-est de Mayotte.
À 12 h UTC le 9, Jude a été à nouveau rehaussé à forte tempête tropicale et des alertes cycloniques ont été émise pour les provinces de Nampula, Niassa, Manica, Tete, Zambézie et Sofala au Mozambique et pour le sud du Malawi. À 18 h, le système est devenu un cyclone tropical, équivalent à la catégorie 1 de l'échelle de Saffir-Simpson, à moins de 50 km de l'île de Mozambique. Le centre de Jude a touché la côte 6 heures plus tard dans le district de Mossuril, puis a perdu de son intensité en entrant sur les terres. Le centre de la tempête tropicale est passé près de Nampula le 10 mars et de Blantyre (Malawi) le lendemain diminué à dépression tropicale.
Le 12 mars, la trajectoire de Jude a tourné vers le sud-est et suivi la vallée du Zambèze vers la côte, retournant en mer à son embouchure vers 22 h 30 UTC. Le 13 mars, le système est redevenu une tempête tropicale modérée sur le sud du canal du Mozambique. Juste après 0 h UTC le 15 mars, la tempête a touché la côte malgache près d'Itampolo comme forte tempête tropicale. Elle est ressortie dans l'océan Indien à l'est-nord-est d'Ambovombe dans le district de Taolanaro. À 0 h UTC le 16, la structure de vents de Jude est devenue allongée et elle est reclassée tempête post-tropicale se déplaçant rapidement vers l'est-sud-est dans le dernier bulletin du CMRS de la Réunion.
Jude a fait plusieurs dizaines de morts et de blessés en plus de dégâts considérables à Madagascar, au Malawi et au Mozambique,,.

### Forte tempête tropicaleIvone
Le 4 mars, un système a commencé à s'organiser au sud-ouest de l'Indonésie dans un environnement favorable et le 8 mars, le CMRS a envoyé un premier bulletin pour la perturbation tropicale 13 dans l'extrême Est de sa zone de responsabilité. À 15 h UTC, les services météorologiques de Maurice l'ont reclassé comme tempête tropicale modérée et nommé Ivone. Le 10 mars, Ivone s'est intensifié à forte tempête tropicale dans l'extrême est du bassin océanique.
Ce regain ne fut que temporaire et Ivone a graduellement faibli à cause d'un fort cisaillement des vents en altitude. Le 11 mars à 18 h UTC, le CMRS a émis son dernier bulletin pour la dépression résiduelle situé à 2 190 km de La Réunion et se dirigeant vers l'ouest en se dissipant. Elle est toujours restée en mer et n'a fait aucun dégât connu.

### Cyclone tropical intenseCourtney
Courtney s'est formée entre Java et l'Australie-Occidentale le 22 mars et a été baptisé le 25 mars par le service météorologique de l'Australie (BOM). Il a progressé ensuite vers l'ouest en s'intensifiant rapidement. Le 29 mars à 12 h UTC, le cyclone tropical très intense (équivalent à un ouragan de catégorie 4 selon le JTWC) est entré dans l'extrême est du bassin de responsabilité du CMRS de la Réunion,. Cependant, une réanalyse du CMRS par la technique de Dvorak avec l'image satellitaire de 12 h 39 UTC a revu cette intensité maximale légèrement à la baisse pour en faire un cyclone tropical intense sans changer son intensité dans l'échelle de Saffir-Simpson.
Courtney a ensuite tourné vers le sud et rencontré des conditions marginales menant à son affaiblissement de telle façon que le système est redescendu à forte tempête tropicale dès 0 h UTC le 31 mars. À 18 h UTC, le CMRS l'a déclassé à cyclone post-tropical se comblant, le cisaillement des vents en altitude étant en augmentation et la température de la mer en diminution. Le système résiduel ne menaçait aucune terre habitée.

### Tempête subtropicaleKanto
Le CMRS de La Réunion a commencé à surveiller un système extratropical à des centaines de kilomètres au sud de Madagascar le 17 avril. À 6 h UTC le 20, le système a été reclassé dépression subtropicale et 6 heures plus tard, elle devenait une tempête subtropicale alors qu'elle était entre 850 et 900 km au sud de Madagascar, recevant le nom Kanto donné par le service météorologique malgache. Évoluant dans les conditions défavorables, le système est redevenu une dépression subtropicale à 0 h UTC le 21 tout en se déplaçant  vers l'est-sud-est. Le CMRS a alors cessé ses bulletins à propos de Kanto en dissipation et ne menaçant aucune terre habitée.
Il s'agit du premier système subtropical dans la région depuis la dépression subtropicale Issa au cours de la saison 2021-22. C'est également le premier à être qualifié de « tempête subtropicale » par Météo France, une catégorie introduite sur ce bassin depuis la présente saison (2024-2025), alors qu'antérieurement il n'y avait pas de distinction entre dépression et tempête « subtropicale ».